# Gentiana melvillei
Gentiana melvillei är en gentianaväxtart som beskrevs av Spencer Le Marchant Moore. Gentiana melvillei ingår i släktet gentianor, och familjen gentianaväxter. Inga underarter finns listade i Catalogue of Life.